# Macrothelypteris multiseta
Macrothelypteris multiseta là một loài thực vật có mạch trong họ Thelypteridaceae. Loài này được (Baker) Ching mô tả khoa học đầu tiên năm 1963.